# Vervoer in Thailand

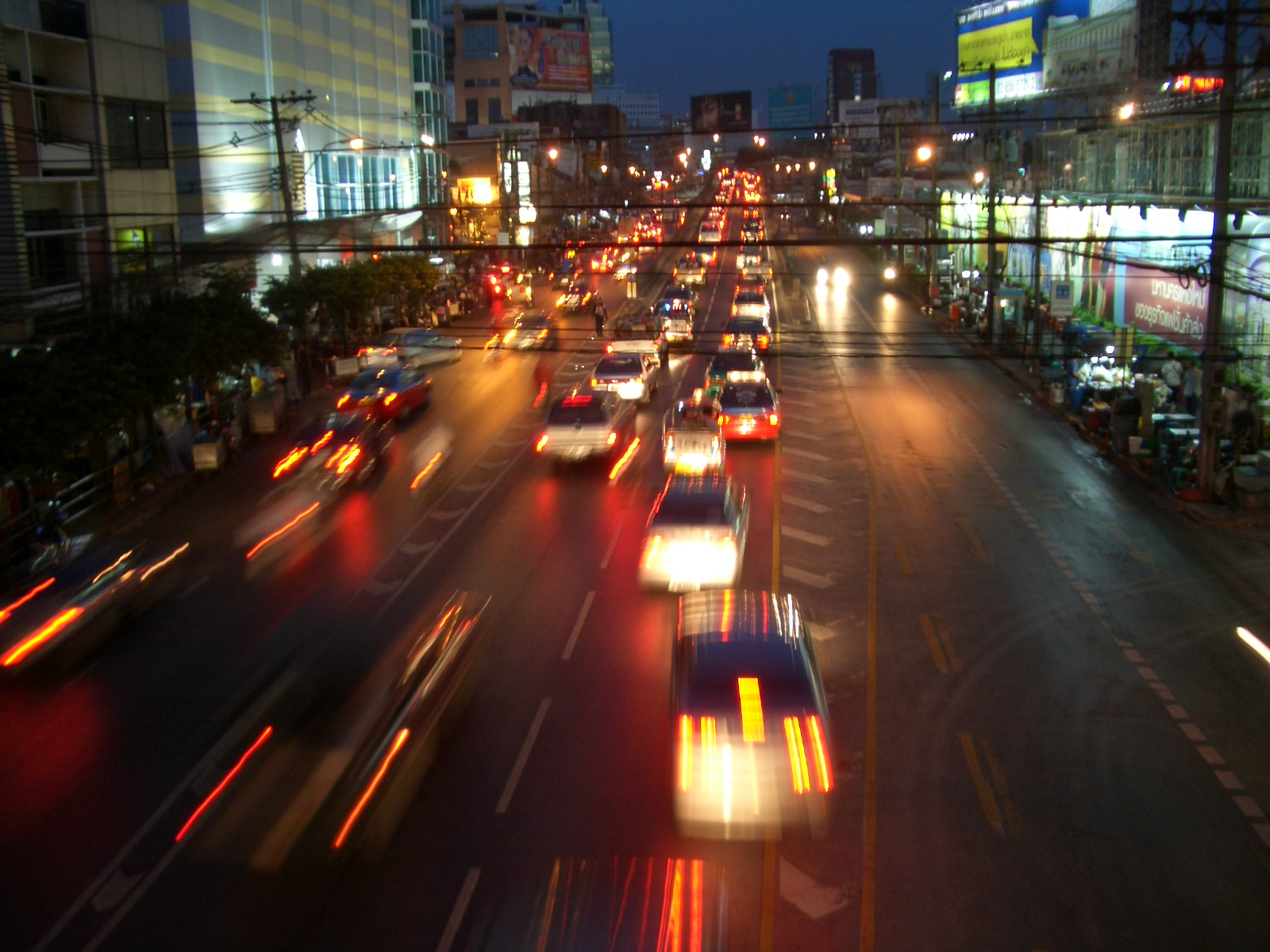
Nachtelijk verkeer in Bangkok

Op deze pagina worden de infrastructuur en methodes van vervoer in Thailand beschreven en toegelicht, met waar nodig verwijzingen naar uitgebreide artikelen over onderwerpen.
Veel verkeer loopt via de hoofdstad Bangkok, de stad ligt redelijk centraal. Alle vier de treinlijnen vertrekken vanuit Bangkok, vele snelwegen leiden naar Bangkok, de grote rivier door Bangkok, de Menam, is een logische doorvoerroute voor schepen vanuit het noorden naar de haven en ook veel van het vliegverkeer verloopt met een overstap via Bangkok.

## Wegvervoer
In Thailand is er een wegennet dat een groot gedeelte van het land bereikt. Het verkeer in Thailand rijdt links. Een belangrijke impuls aan de ontwikkeling van het wegennet is gegeven in de jaren zestig en zeventig van de 20e eeuw door de aanleg van militaire bases in het noordoosten van het land voor troepen van de Verenigde Staten die op dat moment in de Vietnamoorlog in Vietnam, Cambodja en Laos verwikkeld waren. Tevens hebben de Japanners tijdens de Tweede Wereldoorlog het noorden ontsloten. Sindsdien is het wegennet sterk verder ontwikkeld. Wegen kunnen onderverdeeld worden in vier categorieën.

#### Trok
De kleinste zijn de stegen of trok die voor autovervoer onbegaanbaar zijn en voornamelijk in de oudere gedeeltes van steden liggen.

#### Soi
Grote straten, toegankelijk voor autoverkeer worden soi genoemd. Soi kan men letterlijk vertalen met straat. Alhoewel breder dan een trok, zijn veel sois vaak net iets breder dan een auto en is het moeilijk voor twee verkeersdeelnemers om elkaar te passeren. Vooral in de landelijke gebieden zijn deze veelal niet voorzien van bestrating. Sois zijn vaak zijstraten van thanons en krijgen geen afzonderlijke naam, maar worden bijvoorbeeld Sukhumvit Soi 16 genoemd.

#### Thanon

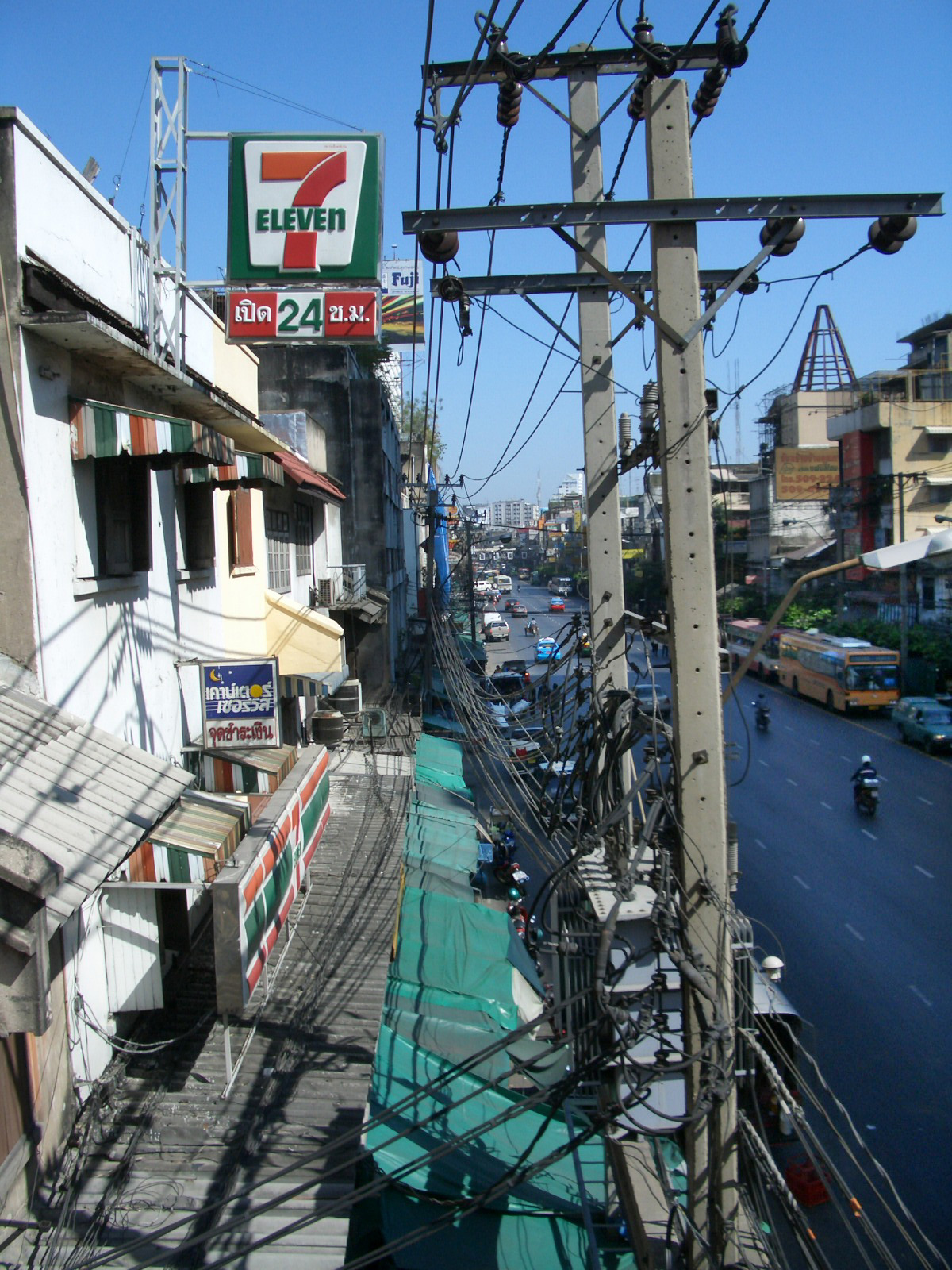
Thanon in Bangkok

Grote sois en de hoofdverbindingswegen worden thanon genoemd. Thanon kan letterlijk vertaald worden met 'weg'. De belangrijke verbindingswegen zijn genummerd. Deze wegen kunnen plotseling smaller of breder worden al naargelang de aanlegger van de weg meer of minder ruimte had. Dit kan leiden tot een plotseling versmallen van een weg van vier naar twee rijstroken. De hoofdverbindingswegen worden onderhouden door lokale overheden en die op provinciaal niveau door provinciale overheden. De kwaliteit van het wegdek en de breedte van de weg hangen vaak af van hoeveel de lokale overheid eraan besteed heeft, ook hierom kunnen de breedte en kwaliteit van het wegdek van een weg verschillen al naargelang men door verschillende amphoe rijdt. De provincie Suphanburi geniet landelijke bekendheid omdat de politici daar veel geld hebben gespendeerd aan het verfraaien en verbeteren van de wegen in de provincie en de stad zelf.

#### Snelwegen
De snelwegen vormen de vierde categorie van wegen in Thailand. De wegen in deze categorie zijn vaak zeer brede thanons. Deze vormen de belangrijkste transportassen in het land. Net als bij de spoorwegen kan men 4 hoofdroutes onderscheiden. Naar het noorden, noordoosten, oosten en het zuiden. Alle routes komen samen in Bangkok en alle routes zijn genummerd. De meeste snelwegen in Thailand zijn niet vergelijkbaar met snelwegen in Nederland of België. Al het verkeer kan overal de weg op en af, er zijn geen speciale op en afritten. Af en toe is er een opening tussen beide weghelften, waar je een U-bocht kunt maken om je route in tegengestelde richting te vervolgen. De snelwegen zijn wel net zo breed of breder, 2 × 3 of 2 × 4 rijstroken is gebruikelijk. Op sommige plaatsen zijn er speciale verhoogde snelwegen waarvoor vaak tol betaald moet worden. Er is één snelweg, de motorway genaamd, die volgens hetzelfde ontwerp als snelwegen in Nederland of België is aangelegd.

#### Maximumsnelheid
De officiële maximumsnelheid binnen de bebouwde kom is 60 kilometer per uur, buiten de bebouwde kom 80 kilometer per uur. Er staat vaak niet aangegeven waar de bebouwde kom begint. Vooral langs snelwegen is dit een probleem omdat die voor grote gedeeltes volgebouwd zijn. Op de speciale verhoogde snelwegen en de motorway is de maximumsnelheid 100 kilometer per uur. (Afhankelijk van het type voertuig)

#### Problematiek
De wegen in Thailand behoren tot de onveiligste ter wereld, volgens een onderzoek van het Asian Institute of Technology vallen er dagelijks ongeveer 36 doden op de weg. Vooral tijdens het jaarlijkse Songkran festival is het aantal verkeersslachtoffers zeer hoog. Dit komt onder andere door het rijgedrag en dronken bestuurders. In Thailand heerst onder het grootste deel van de bevolking het geloof dat Boeddha te allen tijde voor iemand zorgt. Als iemand een ongeluk heeft, is dat dus omdat Boeddha het zo wil. In de meeste vervoermiddelen kan men daarom Boeddhabeelden of afbeeldingen van monniken en gebedsteksten aan de voorkant terugvinden. Ook brengen veel mensen hun nieuwe auto, bromfiets, vrachtwagen enz. naar een wat voor een inzegening van het voertuig. Hierdoor gelooft men dat niemand het voertuig kan raken en dat de bestuurder niet kan verongelukken tenzij Boeddha dat wil.
Op hetzelfde stuk weg vooral buiten steden kunnen de snelheden van verkeersdeelnemers variëren. Van de door een waterbuffel getrokken kar met 10 kilometer per uur tot auto's die met 150 kilometer per uur rijden waar de maximumsnelheid 80 kilometer per uur is. Ook loslopende honden, katten en andere dieren kunnen plotseling de weg op schieten.

#### Gegevens

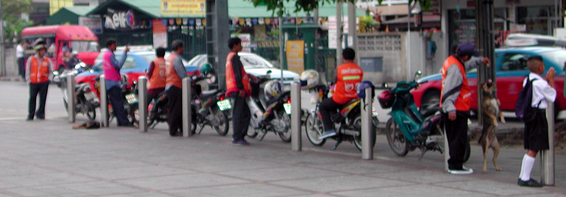
Rij bromfietstaxi's in Bangkok

Wegen:
- Lengte: Meer dan 200.000 km

Snelwegen:
- lengte: 64.600 km (1996)
- Bestraat: 62.985 km (1996)
- Onbestraat: 1615 km (1996)

### Autogebruik
In 2014 stonden er 35.835.180 motorvoertuigen geregistreerd in Thailand (waarvan 20.141.213 bromfietsen en motoren. Deze zijn onder te verdelen in 34.681.811 voertuigen geregistreerd volgens de Motor Car Act B.E. 2522 (1979) en 1.153.369 voertuigen geregistreerd volgens de Land Transport Act B.E. 2522 (1979).

### Openbaar vervoer over de weg
Het grootste gedeelte van het openbaar vervoer binnen Thailand geschiedt met bussen. De interprovinciale busdiensten vervoeren ondanks de soms lange reistijden het grootste gedeelte van de passagiers op deze routes. Sinds 2004 ondervinden de interprovinciale busdiensten echter concurrentie van nieuwe budgetairlines. Deze bieden tickets aan tegen dezelfde prijs als een busreis of net iets duurder.

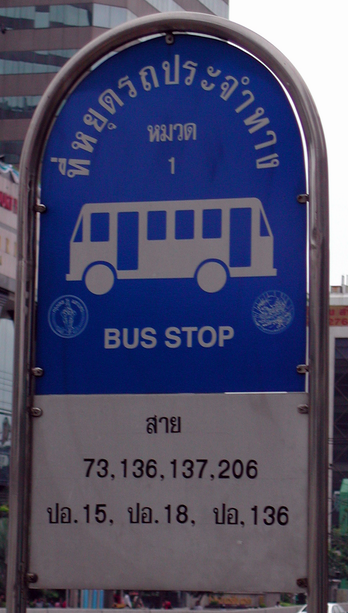
Bushalte in Bangkok

#### Bus
De busdiensten kunnen grofweg onderverdeeld worden in 2 groepen. De Thaise staatsbusdiensten op interprovinciaal, provinciaal en stadsniveau en commerciële tegenhangers op hetzelfde niveau. Bangkok is het belangrijkste knooppunt voor interprovinciale buslijnen en de bussen vertrekken hier vanuit de 3 belangrijke busterminals, Morchit, Ekamai en Sai Tai. Voor informatie over de plaatselijke busdiensten zie de betreffende plaats.

#### Interprovinciale staatsbusdiensten
De interprovinciale staatsbusdiensten (letterlijk uitgesproken: Baw kaw saw een afkorting van Bhorisat Khon Song letterlijk: Bedrijf mensen vervoeren) verzorgen het vervoer tussen de provincies, in bijna elke plaats met meer dan 10.000 inwoners is er een halte (vraag naar Baw kaw saw), variërend van een stuk grasland tot een groot busgebouw. De bussen rijden regelmatig en zijn of de rood geverfde niet gekoelde bussen of de blauw-witte gekoelde bussen. De bussen vertrekken meestal op tijd en er kan gereserveerd worden. Ook worden de bussen redelijk goed onderhouden en is er een redelijke zitruimte. Op lange afstanden wordt er gestopt en kan men een maaltijd krijgen met de maaltijdcoupons die bij het ticket inbegrepen zijn. Behalve een gewone gekoelde bus met 44 zitplaatsen rijden er op sommige routes ook de duurdere VIP-bussen met 30 tot 34 zitplaatsen en de Super VIP-bussen met 24 zitplaatsen.

#### Commerciële interprovinciale busdiensten
De commerciële interprovinciale busdiensten rijden vaak op dezelfde routes als de staatsbusdiensten maar zijn net iets duurder. Op sommige lijnen rijdt men na vertrek eerst een ronde door de stad om meer passagiers op te pikken en de bus vol te krijgen. Door de druk om mensen zo snel mogelijk van A naar B te krijgen, rijden de bestuurders vaak onveiliger dan bij de staatsbusdiensten en is er vaak maar één bestuurder voor de hele 8 tot 12 uur lange reis. De commerciële diensten maken ook gebruik van dezelfde terminals als de staatsbusdiensten maar rijden ook vanaf hotels en dergelijke. Vaak wordt er ook gebruikgemaakt van kleinere bestelbussen. De airconditioner in de commerciële diensten wordt vaak harder aangezet, wat de bussen zeer koud maakt; dekens en kussens worden verstrekt. Op veel langere routes rijden meer commerciële dan staatsbusdiensten. Net zoals bij de staatsbusdiensten worden maaltijden verstrekt.

#### Taxidiensten

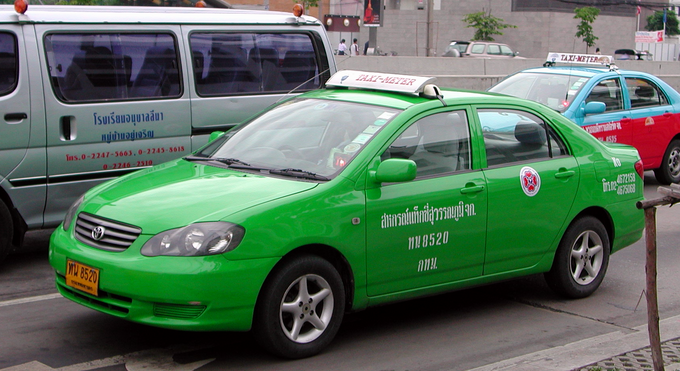
Taxi-meter

Alleen in Bangkok worden taxidiensten aangeboden door Taxi-meter, in alle andere plaatsen heeft men net zoals in Bangkok de keuze uit de tuktuk, songtaew, motortaxi en de fietstaxi (een driewieler met 2-4 zitplaatsen). Behalve bij Taxi-meter moeten prijzen van tevoren afgesproken worden. Het afhuren voor privégebruik is vaak mogelijk tegen een bepaalde betaling.

## Spoorvervoer

### Trein
De enige aanbieder van spoorvervoer en verantwoordelijk voor de aanleg en onderhoud van de spoorlijnen is de SRT (State Railways of Thailand), een overheidsinstantie.

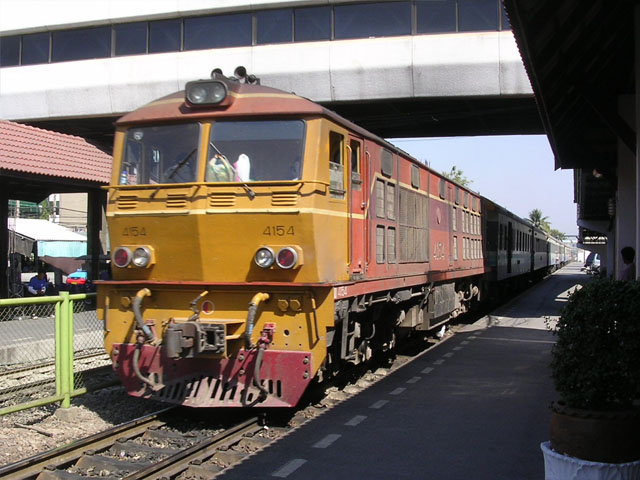
Intercity

Het spoorwegnetwerk is onder te verdelen in 4 hoofdlijnen die lokaal aftakkingen hebben. Eén lijn gaat naar het noorden, Chiang Mai. Eén lijn gaat naar het noordoosten, Nong Khai. Eén lijn gaat naar het oosten, Aranya Prathet. Eén lijn gaat naar het zuiden naar Sungai Golok. Het belangrijkste station waarvandaan bijna alle treinen op deze lijnen vertrekken is het Hua Lamphong in Bangkok. Op de meeste lange routes rijden vaak maar 1 of 2 treinen per dag. De treinen zijn onderverdeeld in 3 klassen; 1e, 2e en 3e klasse. Op de meeste treinen zijn alleen 2e en 3e klasse beschikbaar. Een reis per trein is goedkoper dan een reis per bus, vooral in de 3e klasse, maar duurt vaak langer. Dit komt doordat de maximumsnelheid van de treinen door het gebruik van smalspoor tussen de 60 en 80 km per uur ligt. Op veel treindiensten is de reistijd in 2004 nog even lang als toen de dienst begonnen werd in het begin van de 20e eeuw. Er wordt wel modern dieselmaterieel gebruikt.

#### Gegevens
Hier is een korte samenvatting van de basisgegevens:
- Lengte: 3.940 km smalspoor, geen elektrificatie
- Dubbelspoor: 249 km
- Aansluitingen op andere landen: Maleisië ja; Laos ja, opgeleverd in 2009; Cambodja nee, spoor is opgebroken; Myanmar verbinding opgebroken, zie het artikel Dodenspoorlijn voor meer informatie.

### Metro
In 2004 heeft alleen de stad Bangkok een metrosysteem namelijk de bovengrondse skytrain en de ondergrondse metro; beide systemen opereren onafhankelijk van elkaar, maar een overstap is wel mogelijk. Er wordt nog gewerkt aan plannen voor een uitbreiding van deze systemen. In twee andere plaatsen zijn er plannen ontworpen om te komen tot een lokaal vervoerssysteen gebaseerd op de skytrain, namelijk in Chiang Mai en Hat Yai
- Lengte skytrain: 23 km
- Lengte metro: 20 km normaalspoor, 750 volt

## Vervoer over het water

### Waterwegen
In Thailand wordt voor het goederenvervoer slechts beperkt gebruikgemaakt van de waterwegen en dan voornamelijk in Centraal-Thailand. In sommige plaatsen wordt wel veel gebruikgemaakt van de waterwegen voor het vervoer van personen. Maar ook dit is weer voornamelijk in Centraal-Thailand.

#### Belangrijke rivieren
De grootste rivier die door Thailand stroomt, is de Mekong; andere belangrijke rivieren zijn:

##### Centraal-Thailand

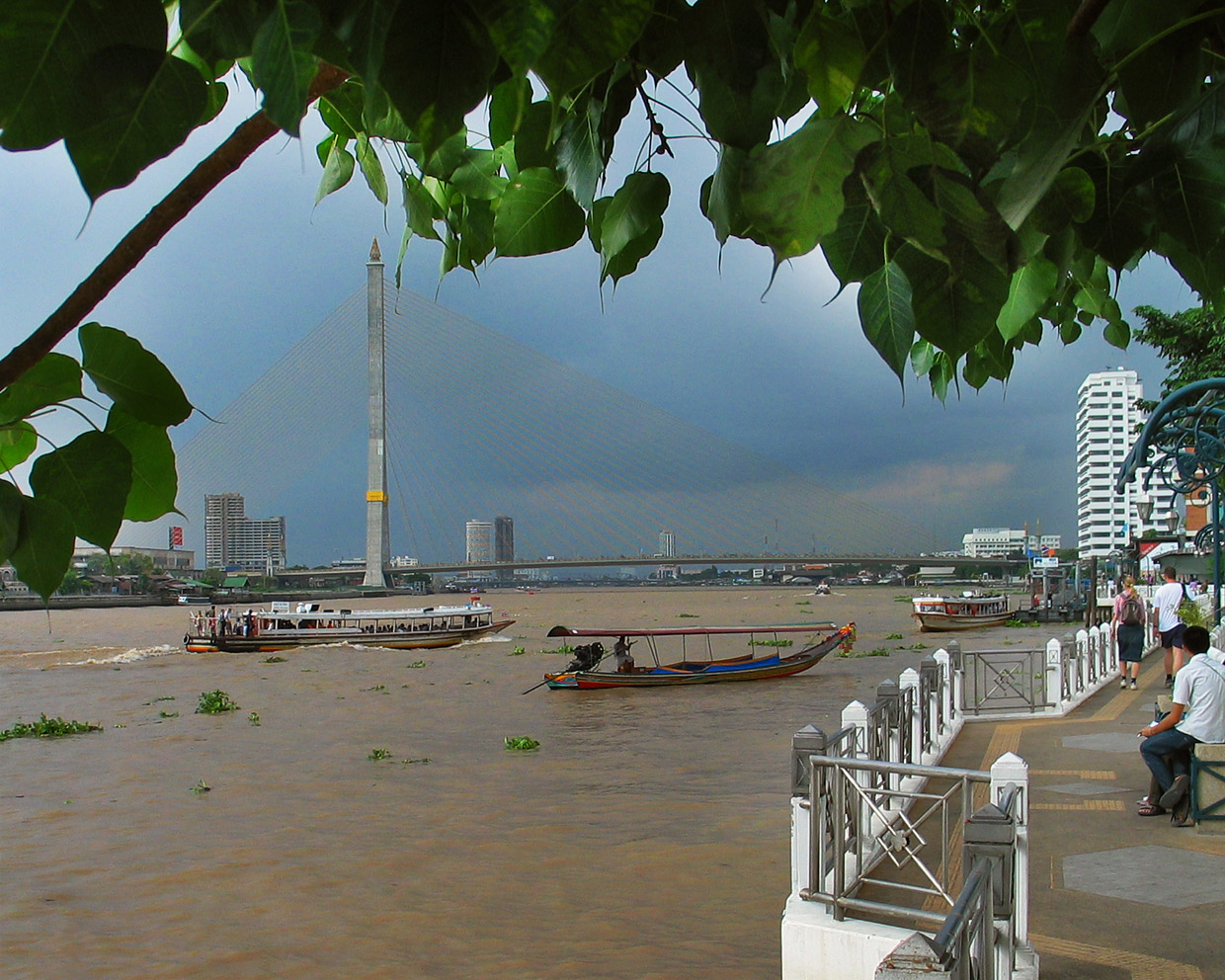
Vervoer over de rivier de Menam ter hoogte van Bangkok

- Menam (Chao Phraya) (365 km), komt uit in de Golf van Thailand
- Pa Sak (513 km), komt uit in de Menam
- Bang Pakong (294 km), komt uit in de Golf van Thailand
- Mae Klong (140 km), komt uit in de Golf van Thailand

##### Noordoost-Thailand
- Mun (673 km), komt uit in de Mekhong
- Chi (rivier) (442 km), komt uit in de Mun

##### Noord-Thailand
- Kok (285 km), komt uit in de Mekhong
- Nan (627 km), komt uit in de Menam
- Ping (590 km), komt uit in de Menam

##### Zuid-Thailand
- Pattani (rivier) (214 km), komt uit in de Golf van Thailand

#### Gegevens
- Lengte van de belangrijke waterwegen: 3999 km
- Waterwegen met navigeerbare diepte van 0,9 meter of meer gedurende het hele jaar: 3701 km
- Hiernaast zijn er vele kleinere waterwegen die met kleine boten navigeerbaar zijn.

### Havens
Thailand heeft een aantal havens:
Bangkok, Laem Chabang, Pattani, Phuket, Sattahip, Sri Racha, Songkhla en Chieng Saen

### Koopvaardijschepen
Totaal aantal geregistreerde schepen:
- 299 schepen van meer dan 1000 GRT voor een totaal van 1.834.809 GRT/2.949.558 DWT

#### Per geregistreerd type (1999)
- Bulkschepen: 39
- Vrachtschepen: 135
- Chemische tankers: 3
- Combinatiebulkschepen: 1
- Containerschepen: 13
- Gastankers: 19
- Multifunctionele transportschepen: 3
- Passagiersschepen: 1
- Olietankers: 63
- Vriestransportschepen: 13
- Roll-on/roll-off: 2
- Korteafstandspassagiersschepen: 2
- Gespecialiseerde tankers: 5

## Transport per pijpleiding
Er wordt op kleine schaal gebruikgemaakt van transport per pijpleiding. Er zijn plannen aangekondigd door de regering om een netwerk van pijpleidingen aan te leggen over de landengte van Kra waar tankers aan de kant van de Andamanse Zee kunnen afmeren hun olie in de leidingen pompen en aan de andere kant in de Golf van Thailand kunnen andere tankers de olie dan weer inladen en verder vervoeren. Dit zou een paar dagen afhalen van het olievervoer tussen het Midden-Oosten en landen als Japan en Zuid-Korea. Dit project wordt de landbrug genoemd.

### Pijpleidingen
- Voor aardolieproducten: 67 km
- Voor aardgas: 350 km

## Luchtvaart
De luchtvaart is een sector die zeer snel groeit in Thailand sinds het begin van de 21e eeuw. Het vrijgeven van de rechten op het vliegen binnen Thailand en het open skies beleid om het toerisme te ondersteunen hebben tot een snelle groei geleid. Er zijn een groot aantal nieuwe luchtvaartmaatschappijen opgericht waaronder een aantal lowbudgetmaatschappijen.

### Vliegvelden
De belangrijkste luchthaven is Suvarnabhumi, circa 25 km ten oosten van Bangkok. Dit vliegveld werd 28 september 2006 geopend als vervanging van de oude luchthaven Don Mueang dat circa 15 km ten noorden van de hoofdstad ligt. Vanwege allerlei aanloopproblemen en vanwege het feit dat het nieuwe vliegveld al vanaf dag 1 bijna op 100% van de capaciteit moest werken is nog geen half jaar later, in maart 2007, het oude vliegveld Don Mueang ook weer opengesteld voor nationale vluchten.

#### Belangrijke vliegvelden
- Internationale Luchthaven Don Mueang (Bangkok)
- Internationale Luchthaven Suvarnabhumi (Bangkok)
- Internationale Luchthaven Chiang Mai
- Internationale Luchthaven Chiang Rai
- Internationale Luchthaven Phuket

#### Overzicht van soorten vliegvelden
Voor een overzicht zie: Lijst van vliegvelden in Thailand
Er zijn 106 vliegvelden in Thailand
- Luchthavens met verharde start en landingsbanen: 56

Onderverdeeld in:
- Start en landingsbaan langer dan 3047 meter: 6
- Start en landingsbaan tussen 2438 en 3047 meter: 11
- Start en landingsbaan tussen 1524 en 2438 meter: 17
- Start en landingsbaan tussen 914 en 1524 meter: 18
- Start en landingsbaan korter dan 914: 4

- Luchthavens met onverharde start en landingsbanen: 50

Onderverdeeld in:
- Start en landingsbaan tussen 1524 en 2438 meter: 1
- Start en landingsbaan tussen 914 en 1524 meter: 16
- Start en landingsbaan korter dan 914: 33

### Heliports
In 1999 telde Thailand drie helikopterhavens.

### Luchtvaartmaatschappijen
Thailand telt een groot aantal luchtvaartmaatschappijen. Verreweg de grootste is de staatsluchtvaartmaatschappij, Thai Airways, die zowel internationale als binnenlandse vluchten uitvoert. Sinds 2004 zijn er een aantal budgetmaatschappijen gaan vliegen in Thailand, die de prijzen van tickets drastisch hebben verlaagd, vooral op binnenlandse vluchten. Op sommige routes liggen de prijzen van tickets al net zo hoog als die van de interprovinciale buslijnen of net iets hoger. Hierdoor wordt een grote groep mensen bereikt, die voorheen nog nooit heeft kunnen vliegen.

#### Belangrijke luchtvaartmaatschappijen
- Thai Airways International, staatsluchtvaartmaatschappij
- Angel Air, officieel tweede staatsluchtvaartmaatschappij, vliegt momenteel alleen vracht
- Thai AirAsia, grootste commerciële luchtvaartmaatschappij
- Bangkok Airways, grote commerciële luchtvaartmaatschappij
- Orient Thai Airlines, grote commerciële luchtvaartmaatschappij
- Nok Air, grote commerciële luchtvaartmaatschappij
- One-Two-GO Airlines, grote commerciële luchtvaartmaatschappij
- PB Air, grote commerciële luchtvaartmaatschappij